# José Francisco Urrejola Menchaca
José Francisco Urrejola Menchaca (Concepción, 11 de noviembre de 1877 - Santiago, 19 de noviembre de 1946) fue un político y abogado chileno.

## Estudios
Inició sus estudios en el Liceo de Concepción y en el Seminario penquista. Luego emigró a Santiago, donde estudió Leyes en la Universidad de Chile, titulándose el 1 de abril de 1901. Su memoria de grado versó sobre “El Derecho de Tierras”, siendo su principal esfuerzo una reforma agraria que nunca vería en el país.

## Actividades políticas
Militante del Partido Conservador, fue elegido Diputado por San Felipe, Putaendo y Los Andes (1915-1918), integrando la Comisión permanente de Hacienda e Industria.
Diputado por Rere y Puchacay por dos períodos consecutivos (1918-1924). Integró en estos períodos la Comisión de Legislación y Justicia, Beneficencia y Culto.
Diputado por Coelemu, Talcahuano y Concepción (1926-1930). Integró la Comisión permanente de Obras Públicas, Industria, Hacienda y Gobierno Interior.
Presidente de la Cámara de Diputados (1926). Fue importante artífice de la rearticulación del Partido Conservador a la caída del gobierno de Carlos Ibáñez del Campo.
Elegido Senador por las provincias de Ñuble, Concepción y Arauco (1937-1945). Presidente del Senado (1944-1945). Integró en la Cámara Alta las Comisiones de Guerra y Marina, Obras Públicas, Hacienda, Industrias y de Legislación y Justicia.
Tras su cargo fue designado Embajador de Chile en Argentina 1929-1931 y Perú (1945-1953), designado por el gobierno de Juan Antonio Ríos. Falleció en el ejercicio de su cargo, mientras se encontraba en Santiago.
| Predecesor: Rafael Gumucio Vergara | Presidente de la Cámara de Diputados 28 de octubre de 1926-28 de octubre de 1929 | Sucesor: Joaquín Tagle Ruiz      |
| Predecesor: Pedro Opazo Letelier   | Presidente del Senado 31 de mayo de 1944-15 de mayo de 1945                      | Sucesor: Arturo Alessandri Palma |